# Eric Viscaal
Eric Viscaal, est un footballeur néerlandais né le 20 mars 1968 à Eindhoven.

## Carrière
- 1986-1988: PSV Eindhoven  Pays-Bas
- 1988-1989: KSK Beveren  Belgique
- 1989-1990: Lierse SK  Belgique
- 1990-1995: La Gantoise  Belgique
- 1995-1996: Grasshopper Zürich  Suisse
- 1995-2001: De Graafschap  Pays-Bas
- 2000-2003: FC Malines  Belgique
- 2002-2003: Dilbeek Sport  Belgique

## Palmarès
- 5 sélections et 0 but avec l'équipe des Pays-Bas en 1992.
- Jeune Pro de l'année en 1989 avec le KSK Beveren.